# Listă de exploatări miniere din România
Aceasta este o listă de exploatări miniere din România:
- Exploatarea Minieră Dâlja
- Mina Hondol
- Mina Altân Tepe, Tulcea
- Roșia Poieni
- Mina Petrila
- Mina de uraniu Băița, județul Bihor [1][2][3]
- Mina de cupru Băița, județul Bihor [4]
- Exploatarea de uraniu Crucea, județul Suceava [5][6]
- Minele de uraniu din județul Caraș-Severin: Ciudanovița, Lisava, Vârful Boului, Rușchița [7][8][9]

## Accidente
Din 1986 și până în 2012, peste 150 de mineri au murit în minele din România.